# Intratekalna primena baklofena u lečenju teške spastičnosti
Intratekalna primena baklofena u lečenju teške spastičnosti (u daljem tekstu skraćeno ITB) je minimalno invazivni način lečenja, koji se zasniva na hroničnom, kontinuiranom, intratekalnom ubrizgavanju leka (baklofena) direktno u moždanu tečnost kroz usku cevčicu, iz pumpe, koja je prethodno uvedena u kičmeni kanal. 
ITB je bezbedne i efikasne metode lečenja izraženog spasticiteta. Ključni preduslovi za to su adekvatna selekcija bolesnika i dobra kontrola osnovne bolesti. Minimalno invazivnom implantacionom tehnikom uz iskustvo u odabiru komponenti sistema za ITB, nastanak lokalnih komplikacija sa zarastanjem na mestu implantacije sistema za ITB može se uspešno prevenirati. Ovaj oblik terapije zahteva strpljivost i dobru saradnju pacijenta, medicinske sestre i hirurga.

## O baklofenu
Baklofen je strukturni analog GABA (γ-amino-buterna kiselina) i neselektivni agonist GABA receptora. Spazmolitičko dejstvo ostvaruje se posredstvom GABAB receptora, mehanizmom presinaptičke inhibicije ekscitatorne proprioceptivne neurotransmisije u kičmenoj moždini.
Korisno svojstvo baklofena je da se tolerancija ne javlja u znatnoj meri — baklofen zadržava svoje terapeutske antispazmodičke efekte čak i nakon nekoliko godina stalne upotrebe. Međutim, tolerancija se može razviti kod nekih pacijenata koji primaju lek intratekalno.

## Prednosti
Prednsoti kontinuiranog ubrizgavanje u određeni segment spinalne cisterne dodatno upotpunjuje efikasnost ITB, jer se:
- lokalna koncentracija baklofena na mestu delovanja održava konstantnom.
- postiće se veća preciznim doziranjem,
- rizik nastanka neželjenih efekata i razvoj tolerancije svedi na minimum.[2][10]

## Postupak
Ova metoda predstavlja minimalno invazivni način lečenja kojim se uspešno eliminiše spasticitet najvećeg intenziteta, izvodi se tako što se čel ubrizgava leka kontinuirano u zadatoj dozi, u moždanu tečnost uz pomoć potkožno implantirane programabilne pumpe, kroz usku cevčicu koja je prethodno uvedena u kičmeni kanal, a kroz nju pumpa kontinuirano izbacuje odgovarajuću, zadatu dozu leka. 
Terapijska doza baklofena prosečno je 100 puta niža od oralne uz minimalni razvoj tolerancije i neželjenih efekata. Ispražnjeni rezervoar pumpe se puni jednostavnim ubrizgavanjem leka preko kože. Jedno punjenje traje od jednog do tri meseca.
Perkutano, neinvazivno, telemetrijsko podešavanje režima rada implantirane baklofenske pumpe dodatno upotpunjuje efikasnost lečenja, pružajući mogućnost preciznog individualnog doziranja baklofena u odnosu na stepen spasticiteta i njegove cirkadijalne varijacije.

## Ograničenja i dobre strane
Limitirajući faktori oralne primene baklofena su loša liposolubilnost sa posledično niskom koncentracijom u likvoru, kao i pojava centralnih depresornih efekata, posredovanih GABAA receptorom, pri supterapijskim spazmolitičkim dozama.
ITB omogućava direktno dejstvo baklofena na presinaptičke GABAB receptore čime se postiže efikasno lečenje spasticiteta 100 puta nižim dozama od oralnih.

## Kontraindikacije
- Pacijenti sa dokazanom alergijom na peroralno uzeti bakofen.
- Pacijenti sa drugim elektroničkim implantatima (npr. pacemaker) zbog mogućnosti razmene električnih impulsa između implantata, što može dovesti, do promene u doziranju leka.
- Pacijenti s nuspojavama tokkom probne procedure.
- Ne sme se koristiti u slučaju infekcije, meningitisa, ventrikulitisa, kožnih infekcija, bakterijemije ili septikemije.
- Ako pacijent nije odgovarajućih telesnih mera za prihvat pumpe.
- Ako pacijent ima anomalije kičme koje ometaju smeštaj katetera.